# Miraculous Accident
Miraculous Accident ist ein deutsch-österreichischer Spielfilm von Assaf Gruber aus dem Jahr 2025.

## Inhalt
Im Jahr 1968 verlieben sich der marokkanische Student Nadir und seine jüdische Lehrerin Edyta an der Filmhochschule Łódź. Nadir konnte durch ein sowjetisches Austauschprogramm nach Polen. Aufgrund des Sechstagekrieges in Israel wird Edyta aus Polen vertrieben. Im Jahr 2024 kommen durch einen Brief alte Erinnerungen hoch.

## Produktion
Regisseur Gruber (* 1980) stammt aus Israel und lebt in Berlin. Seine Werke und Filme setzen sich mit der Beziehung zwischen Individuum und den Institutionen auseinander. Er stellte bereits im Museum für Moderne Kunst und dem Schloss Ujazdów in Warschau aus. Seine Filme liefen auf dem Marseille Festival of Documentary Film und dem International Film Festival Rotterdam.
Die Rolle des Nadir ist vom Leben des marokkanischen Filmemachers Abdelkader Lagtaâ inspiriert, der den alten Nadir spielt. Im Film kommen Ausschnitte seiner Filme aus den 1960er- und 1970er-Jahren vor. Deshalb bewegt sich der Film nach Gruber an der Schwelle von Dokumentation und Fiktion. So sei die dargestellte Affäre fiktiv.
Der Film feierte am 16. Februar auf der Berlinale 2025 in der Sektion Forum Expanded Premiere.